# Gare de Pouligny-Saint-Pierre
Pour les articles homonymes, voir Gare de Saint-Pierre.
La gare de Pouligny-Saint-Pierre est une ancienne gare ferroviaire française, de la ligne de Port-de-Piles à Argenton-sur-Creuse, située sur le territoire de la commune de Pouligny-Saint-Pierre, dans le département de l'Indre, en région Centre-Val de Loire.
Elle est mise en service en 1886, par la Compagnie du chemin de fer de Paris à Orléans (PO), et fermée en 1940 par la Société nationale des chemins de fer français (SNCF). Son ancien bâtiment voyageurs a été réaffecté et conservé par la commune.

## Situation ferroviaire
Établie à 114 mètres d'altitude, la gare de Pouligny-Saint-Pierre est située au point kilométrique (PK) 342,8 de la ligne de Port-de-Piles à Argenton-sur-Creuse, entre les gares de Fontgombault et du Blanc.
La ligne a été déclassée le 29 octobre 1970 et les installations ont été déposées. Sur le site de la gare, un terrain de football a remplacé la voie.

## Histoire
En 1884, l'ingénieur en chef Dupuy indique qu'il est notamment prévu une station à Pouligny, dont l'emplacement est définitivement fixé depuis 1882, sur la première section, de Tournon-Saint-Martin au Blanc, de la ligne d'intérêt général de Tournon-Saint-Martin à La Châtre, concédée à la Compagnie du chemin de fer de Paris à Orléans (PO), le 20 novembre 1883. Le projet pour Pouligny, comme pour les autres stations, a pris du retard et n'a été envoyé à l'administration que le 9 juin 1884.
La gare de Pouligny est mise en service, le 16 mai 1886 par la Compagnie du PO, lorsqu'elle ouvre à l'exploitation la section de Preuily au Blanc de sa ligne de Port-de-Piles au Blanc. Elle est située à environ 400 mètres au sud du centre bourg.
En 1887, la « gare de Pouligny-Saint-Pierre » réalise une recette annuelle de 5 617 francs et en 1888, la recette est de 4 807 francs.
Elle est fermée au service voyageurs, le 27 juin 1940.

## Patrimoine ferroviaire
En 1996, l'ancien bâtiment voyageurs maintenant situé à côté du terrain de football est utilisé comme vestiaire.
La gare est répertoriée à l'inventaire général du patrimoine culturel, depuis le 26 novembre 2003. Le site de la gare dispose du bâtiment voyageurs, à quatre portes, avec un étage, construit en 1886 par la Compagnie du PO. À côté, un puits ferré semble être le seul élément extérieur encore présent de l'ancienne gare.

Galerie de photographies en 2013
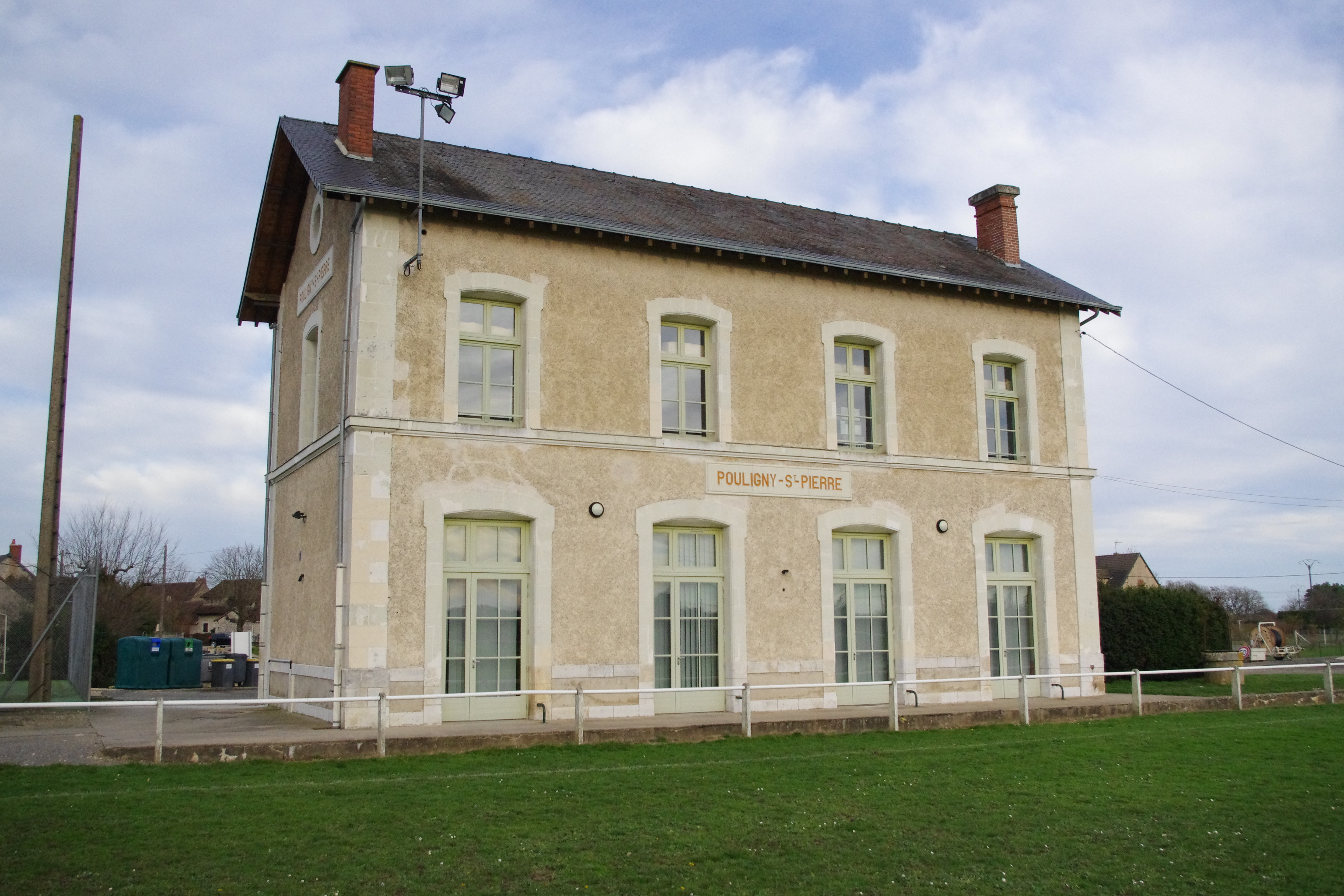
Le bâtiment voyageurs côté voie.
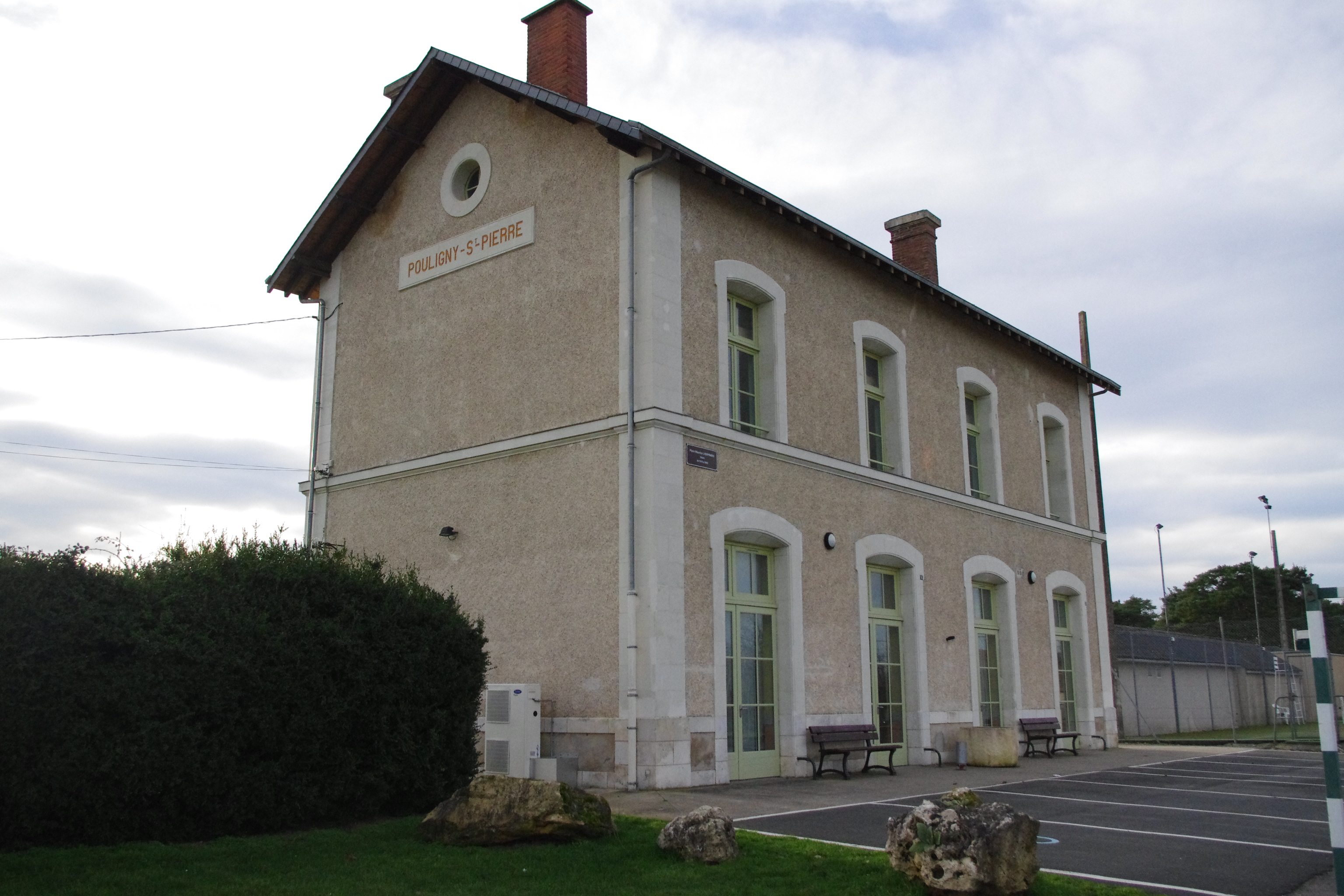
Le bâtiment voyageurs côté cour.
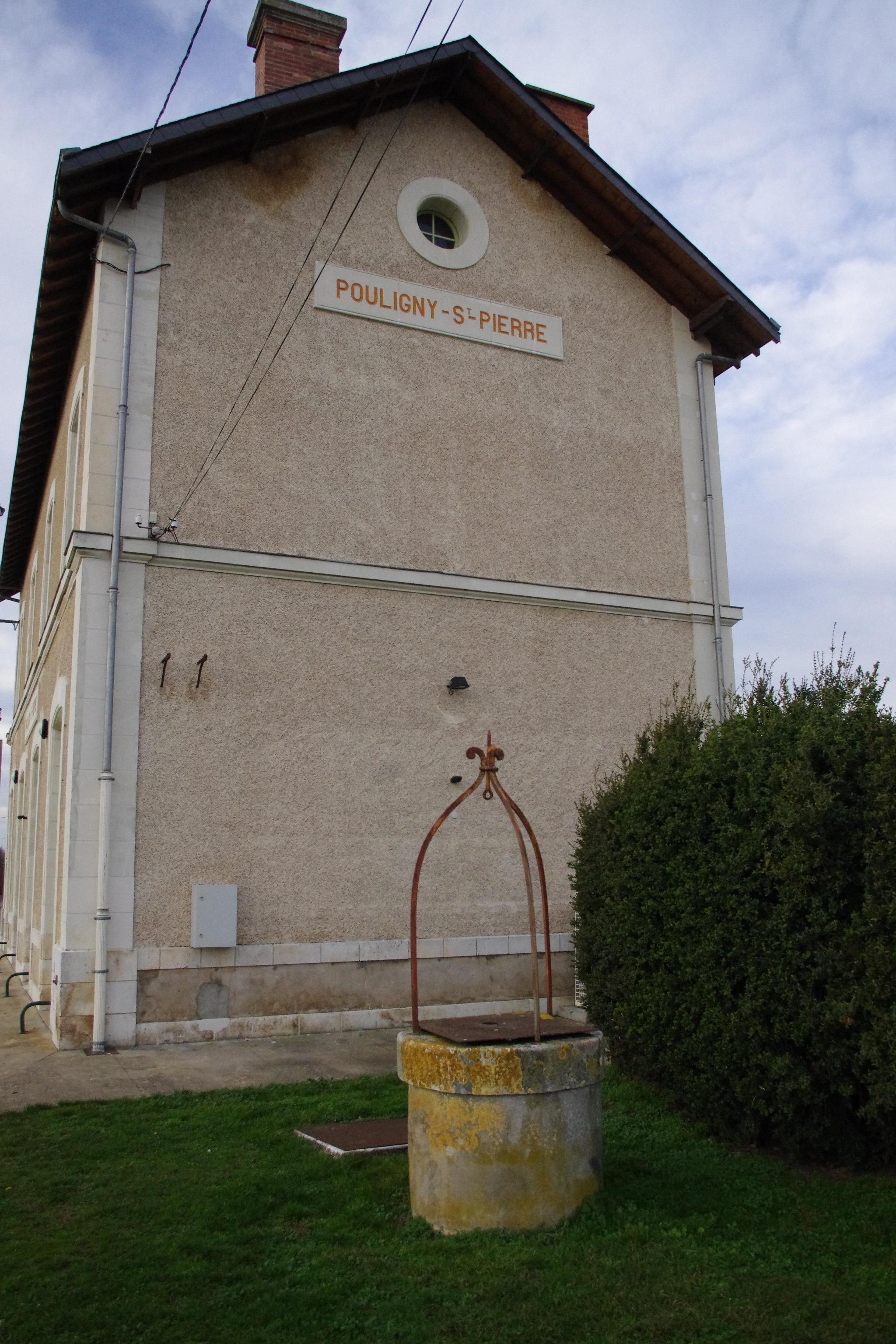
Puits.